# Andrographis lineata
Andrographis lineata är en akantusväxtart som beskrevs av Christian Gottfried Daniel Nees von Esenbeck. Andrographis lineata ingår i släktet Andrographis och familjen akantusväxter. Inga underarter finns listade i Catalogue of Life.